# Askorbinsyre
Askorbinsyre (eller ascorbinsyre) er en organisk syre med sumformelen C6H8O6. Den forekommer typisk i citrusfrugter. Salte af askorbinsyre kaldes ascorbater. Molekylet findes i to rumlige opbygninger som er hinandens spejlbilleder, kaldet henholdsvis L-ascorbinsyre og D-ascorbinsyre. D-ascorbinsyre har ingen biologisk betydning.

## C-vitamin
L-ascorbinsyre er det samme som C-vitamin. Stoffet har ikke bare betydning for bindevævets produktion af kollagen, men har også betydning for produktion af signalstoffer i nervesystemet, udnyttelsen af folinsyre, omsætningen i leveren og for jernoptagelsen fra tarmen. C-vitaminmangel medfører sygdommen skørbug, se nedenfor.
De fleste dyr kan selv producere stoffet, og det er derfor ikke et vitamin for disse dyr. Men nogle dyr er afhængige af at få tilført L-ascorbinsyre i kosten. Foruden mennesker drejer det sig om aber, marsvin, nogle flagermus, fugle og de fleste fisk. For mennesker er det afgørende, at føden er sammensat sådan, at den indeholder mere end 10 mg C-vitamin pr. dag. Stoffet findes især i frugter og bær, men også i grøntsager som kål og spinat. Oversigten nedenfor giver et fingerpeg om det gennemsnitlige C-vitaminindhold i forskellige frugter og grøntsager, angivet pr. 100 gram, se også.
- Camu-Camu, en tropisk frugt 2000 mg
- Acerola, en tropisk frugt 1300–1700 mg
- Hyben 1250 mg
- Havtorn 200–800 mg
- Guave 300 mg
- Peberfrugt 191 mg
- Solbær 189 mg
- Persille 160 mg
- Grønkål 105–150 mg
- Rosenkål 90–150 mg
- Paprika 100 mg
- Broccoli 90–115 mg
- Rønnebær 98 mg (bør ikke spises rå)
- Papaya 60–110 mg
- Spinat 50–90 mg
- Kiwi 80 mg
- Jordbær 50–80 mg
- Citroner 53 mg
- Appelsiner 50 mg
- Rødkål 50 mg
- Hvidkål 45 mg
- Mango 39 mg
- Blåbær 22 mg
- Ananas 20 mg
- Melon18 mg
- Kartoffel 17 mg
- Avocado 13 mg
- Tranebær 13 mg
- Naranjilla, en tropiskfrugt 12,5 mg [2]
- Æbler 12 mg
- Bananer 10–12 mg
- Ferskner 10 mg
- Aronia 8,4 mg
- Løg 7 mg
- Pærer 5 mg

## Mangelsygdommen skørbug
Den dødelige mangelsygdom skørbug er kendetegnet ved forandringer i hud og knogler, opsvulmede gummer, løse tænder, blødninger og manglende sårheling. Under lange sørejser led besætningerne tidligere af skørbug og sygdommen kunne “være mere dødelig end fjendens våben”.

## Tilsætningsstof
Askorbinsyre fremstilles nemt syntetisk, og det anvendes først og fremmest som C-vitamin-tilskud i tabletform. Desuden bruges der store mængder af stoffet i levnedsmiddelindustrien, hvor man udnytter stoffet som antioxidant, altså som konserveringsmiddel for at undgå harskning.
Som tilsætningsstoffer bruges:
- Askorbinsyre (E-300)
- Natriumascorbat (E-301)
- Kalciumascorbat (Butylhydroxyanisol) E-302
- Forskellige estere af askorbinsyre (E-304, E-304i, E-304ii)